# Nopphakao Prachobklang
Nopphakao Prachobklang (thailändisch นพเก้า ประจวบกลาง; * 26. März 2002 in Udon Thani) ist ein thailändischer Fußballspieler.

## Karriere
Nopphakao Prachobklang stand bis Juni 2023 beim Amateurligisten Sakon Nakhon United FC unter Vertrag. Im Sommer 2023 unterschrieb er einen Vertrag beim Erstligaaufsteiger Nakhon Pathom United FC. Sein Erstligadebüt für den Verein aus Nakhon Pathom gab Nopphakao Prachobklang am 18. September 2023 (1. Spieltag) im Heimspiel gegen den Erstligaaufsteiger Uthai Thani FC. Bei dem 2:1-Erfolg wurde er in der 86. Minute für den Nigerianer Adefolarin Durosinmi eingewechselt. Am Ende der Saison 2024/25 belegte er mit Nakhon Pathom den vorletzten Tabellenplatz und musste somit in die zweite Liga absteigen.